# Source Lardy
La source Lardy est située à Vichy (France).

## Localisation
La source Lardy est située sur la commune de Vichy, au 111 rue du Maréchal-Lyautey, dans le département de l'Allier, en région Auvergne-Rhône-Alpes.

## Description
La source Lardy, du nom de son inventeur, fut exploitée à partir de 1848, peu après sa découverte (1844).

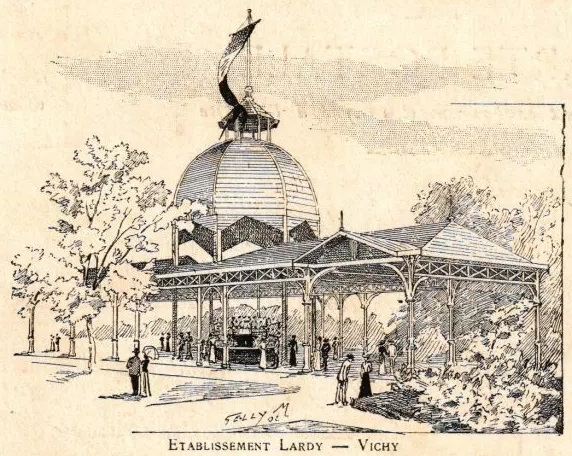
L'établissement Lardy en 1902, d'après un dessin de Michel Gelly.

La source n'est plus exploitée de nos jours, mais son pavillon, avec ses 400 000 pièces de mosaïque a été restauré à l'identique en 2001, lors de la transformation des bains Lardy, en pôle universitaire et technologique Lardy.
C'est à l'architecte Antoine Percilly que l'on doit cette galerie qui jadis enjambait les buveurs. Elle est un des derniers vestiges vichyssois de la mode des fabriques en bois qui se sont intercalées entre les lourdes constructions en pierre et l'architecture métallique. Aujourd'hui encore, son dôme hexagonal écaillé d'ardoises émerge comme un sémaphore au milieu du campus pour témoigner de l’ancienne vocation thermale des lieux et rappeler qu'ici, on soignait les corps bien avant de cultiver les esprits.
Les pavillons primitifs étaient de petits édifices en bois recouverts de chaume. Le pavillon actuel a été édifié en 1900. Édifice en bois de plan rectangulaire, terminé au nord par trois pans. L'ensemble repose sur treize piliers de bois. À l'intérieur, un mur clôt les sources et supporte une verrière à petits bois. L'ensemble a un plan en U. Intérieurement et extérieurement, le mur est recouvert de carreaux de faïences aux couleurs bleu, jaune, vert et or. À l'intérieur, deux parties sont délimitées par une différence de niveau, matérialisée par un escalier et une grille en fer forgé. Dans chacune d'elles, un bassin circulaire contenait la source, recouvert de carreaux de faïence de même couleur que les murs extérieurs. La source du fond était protégée par une cloche de verre. À son aplomb a été élevé un dôme hexagonal, couvert en écailles et terminé par un lanternon. Ce pavillon est, à Vichy, l'un des derniers vestiges de ces constructions en bois, architecture de jardin dans la tradition des fabriques.

## Historique
La source est classée partiellement au titre des monuments historiques par arrêté du 8 février 1986.

## Protection
Éléments protégés : la source avec le hall qui la couvre.

## Galerie

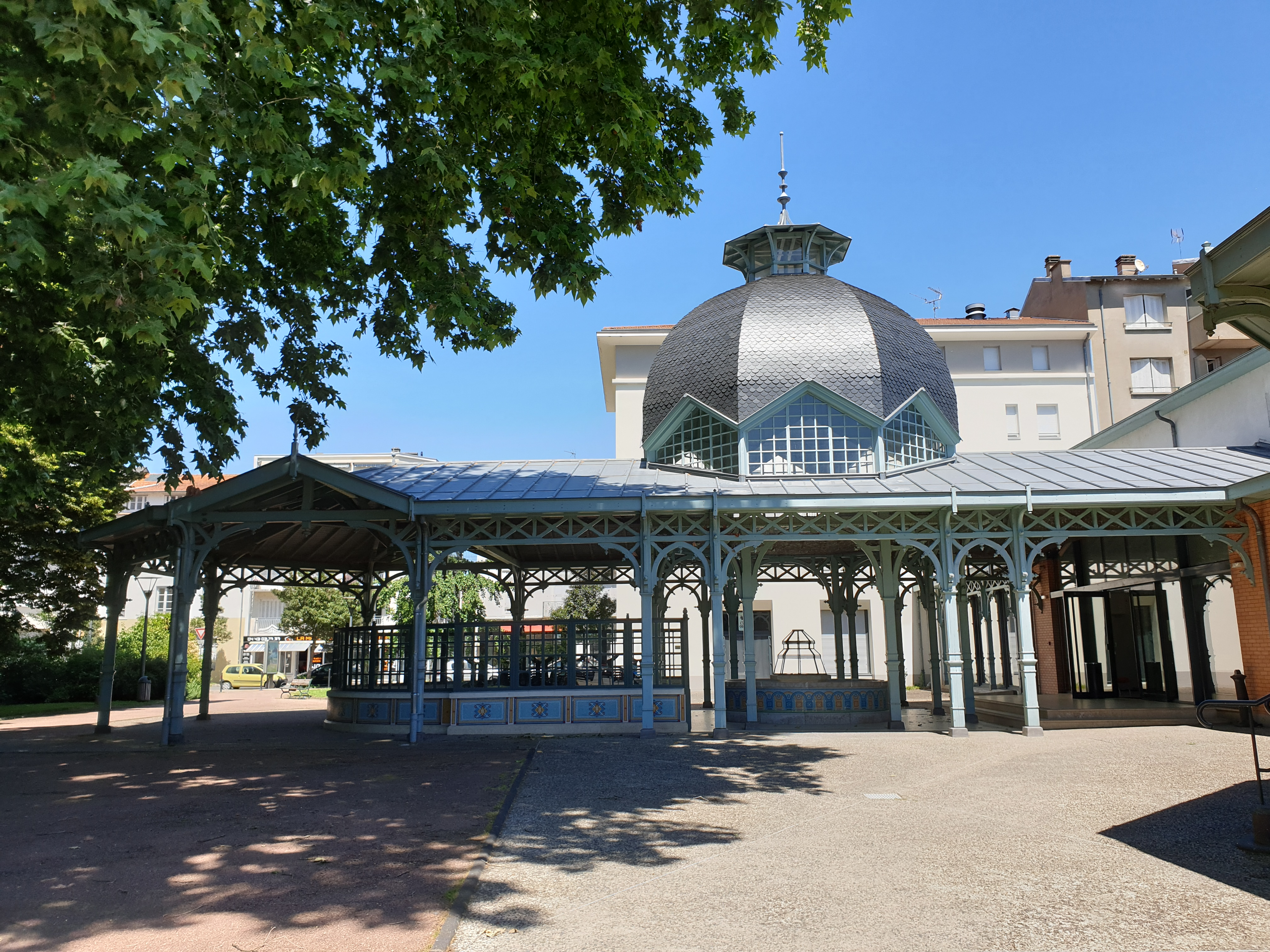
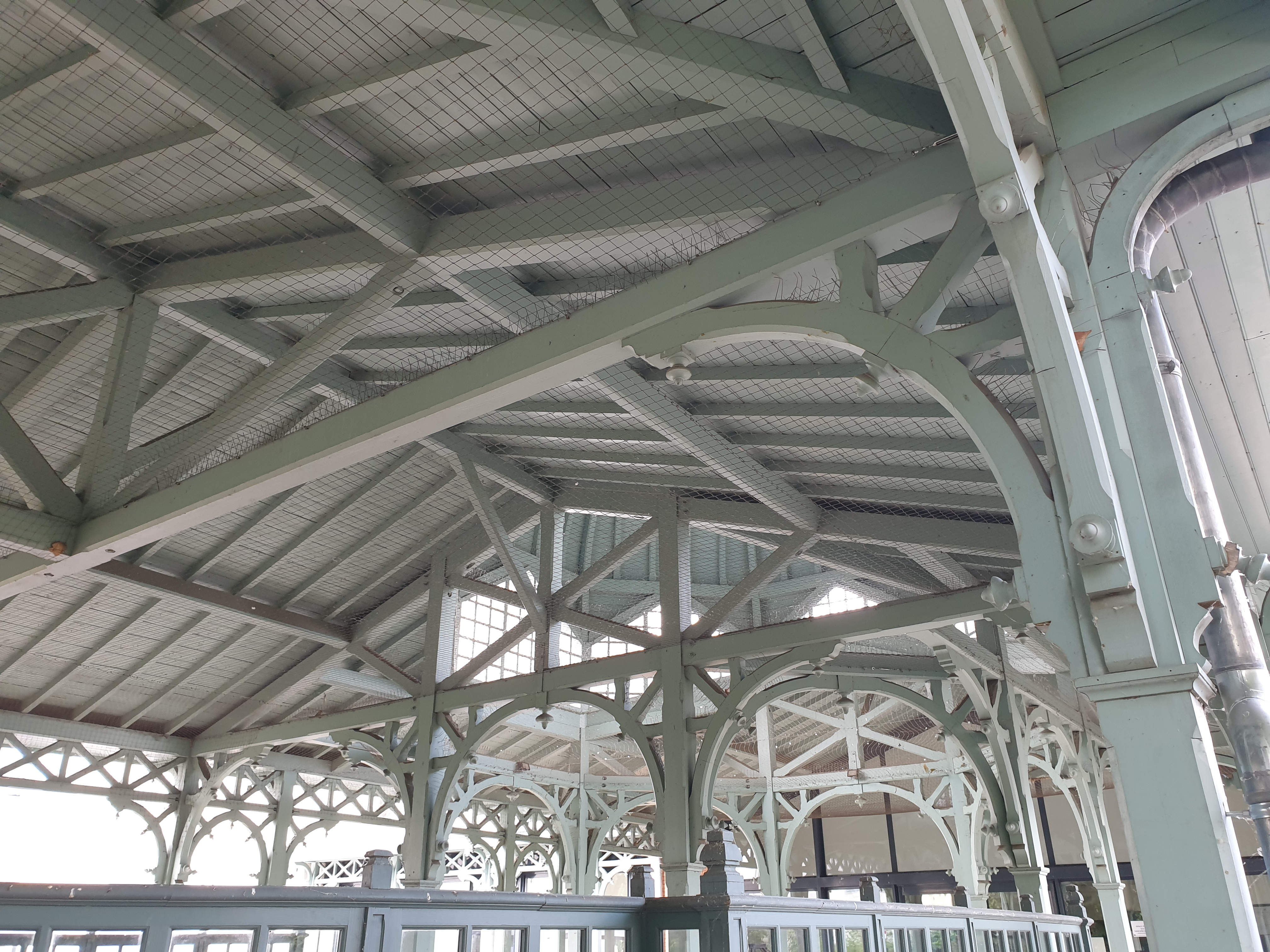
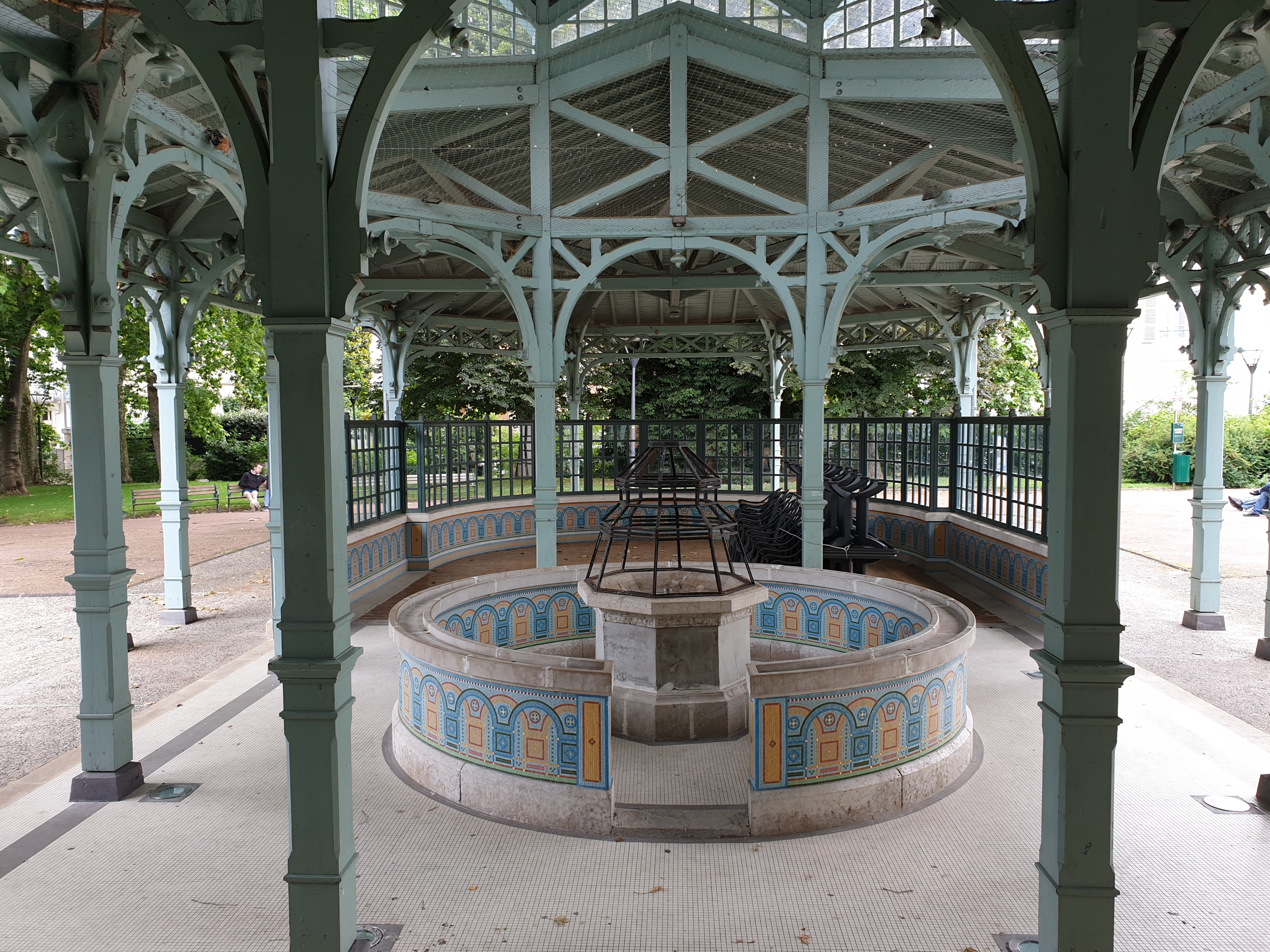
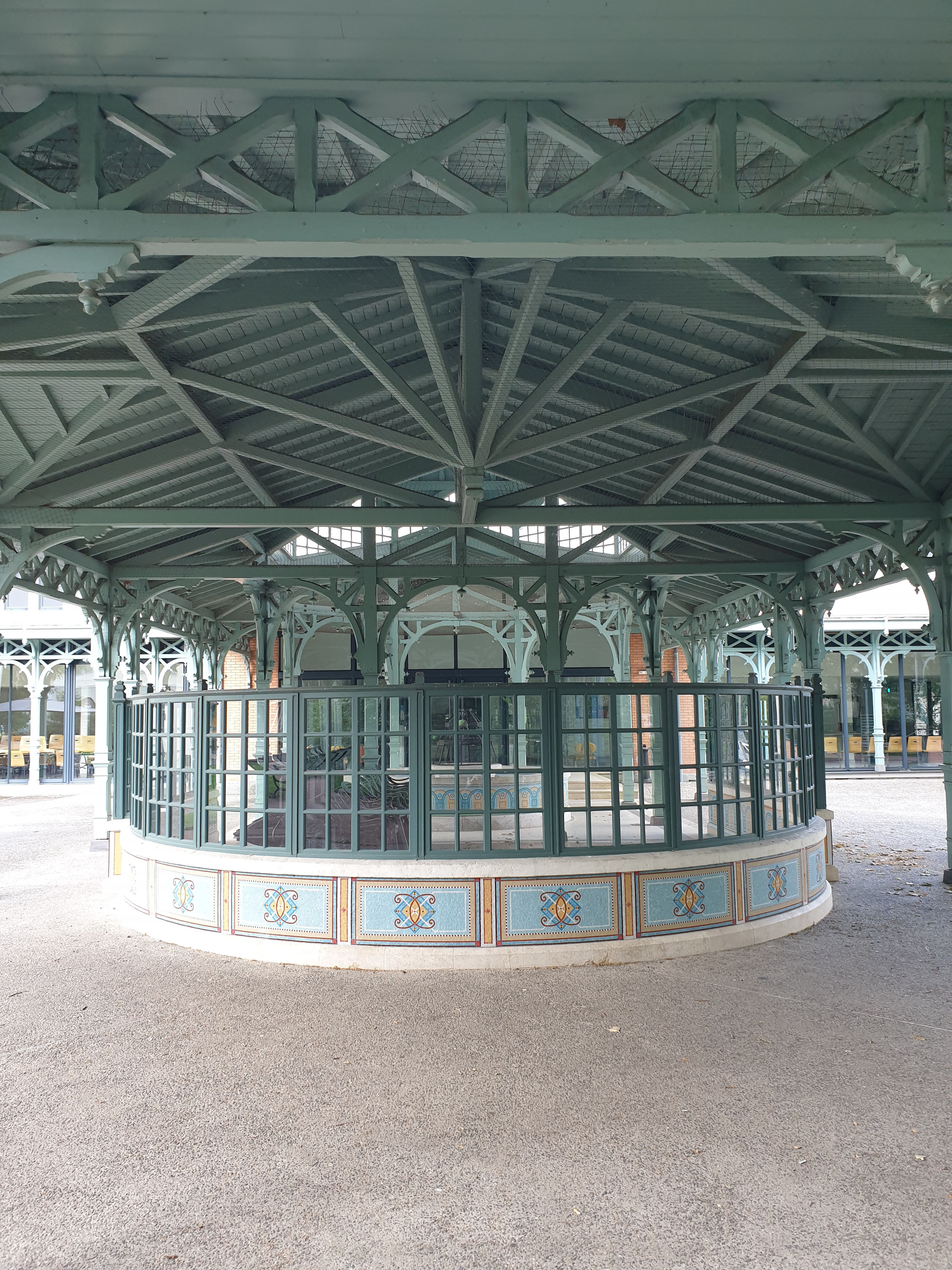
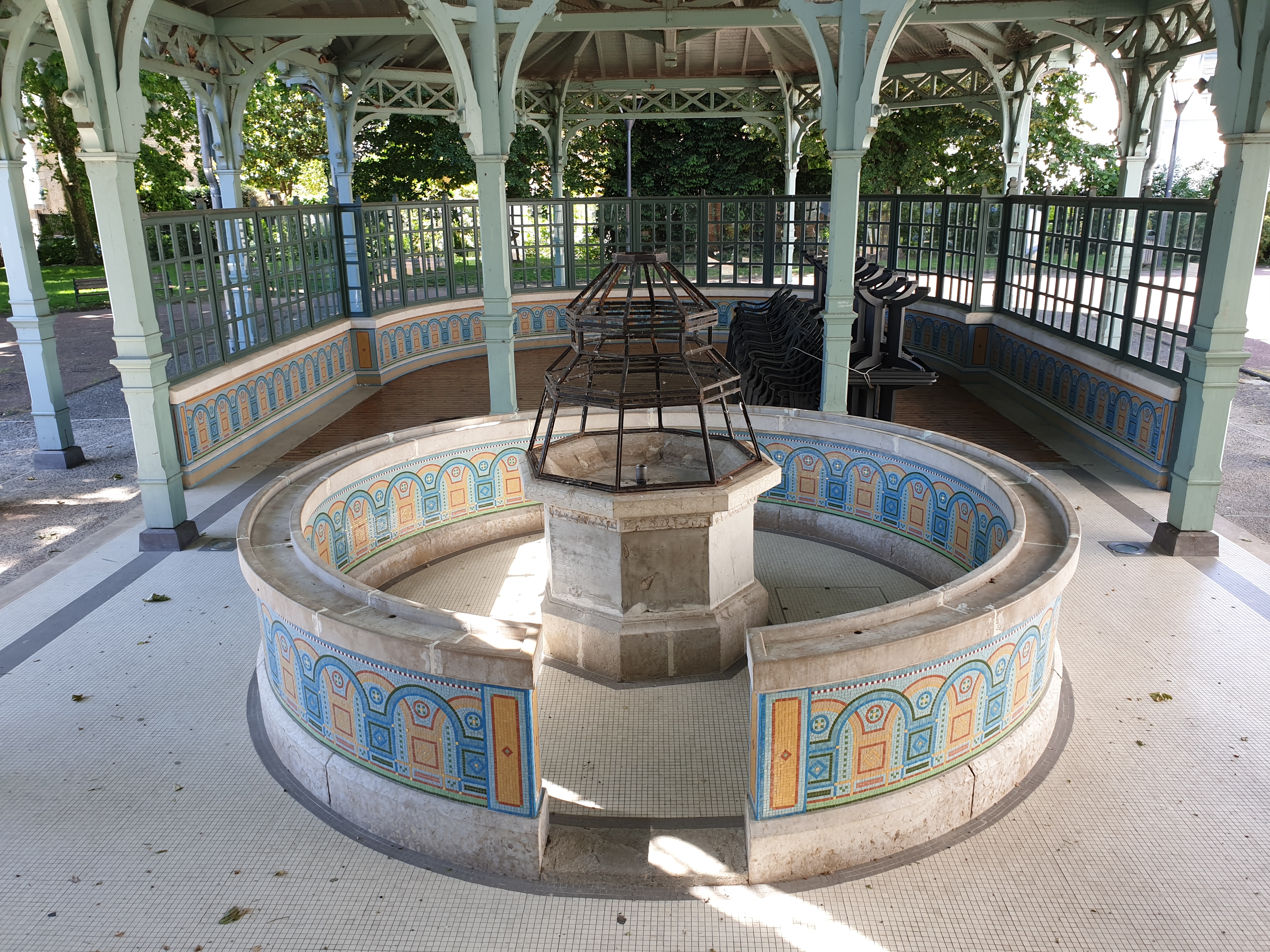
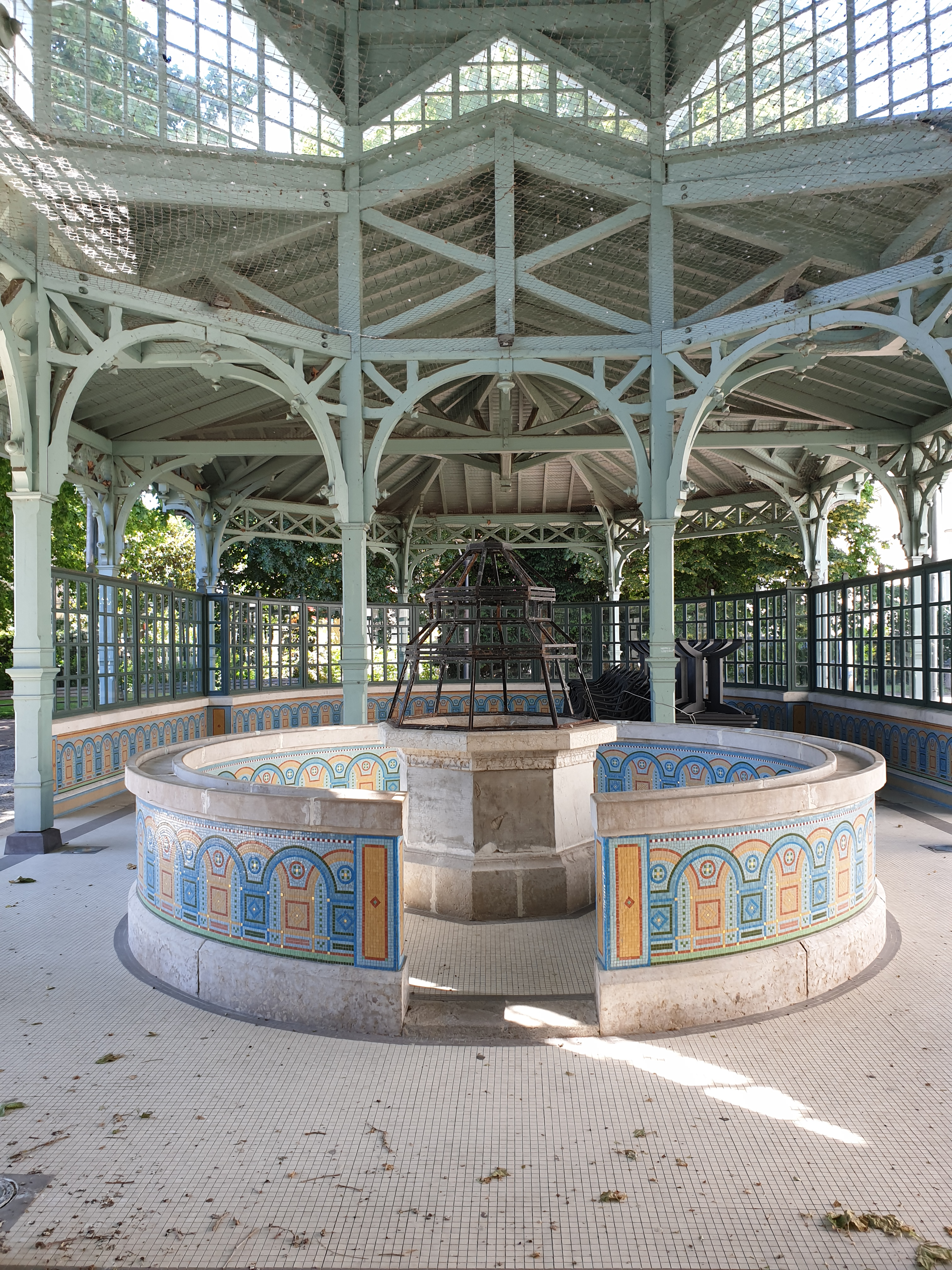
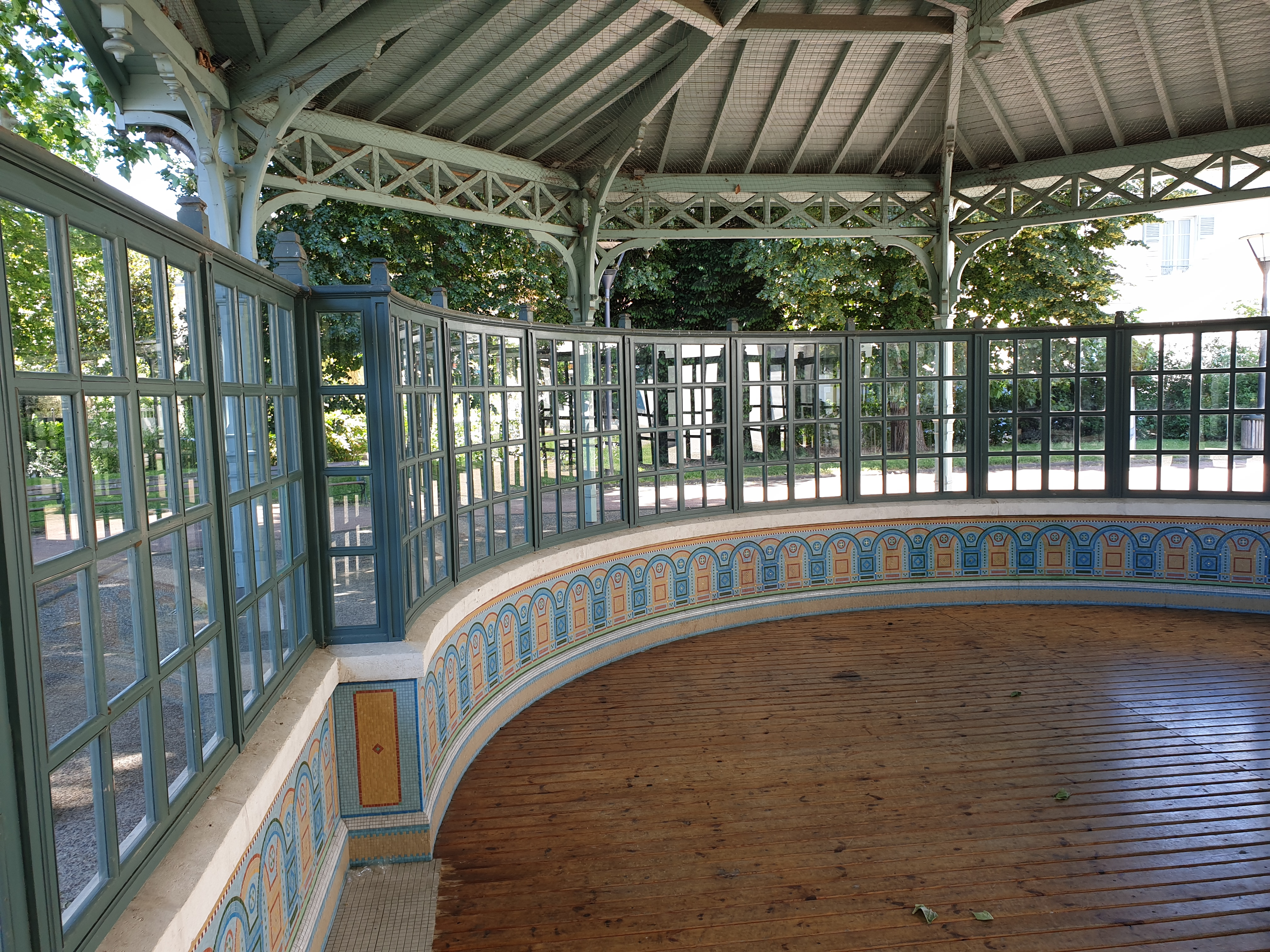
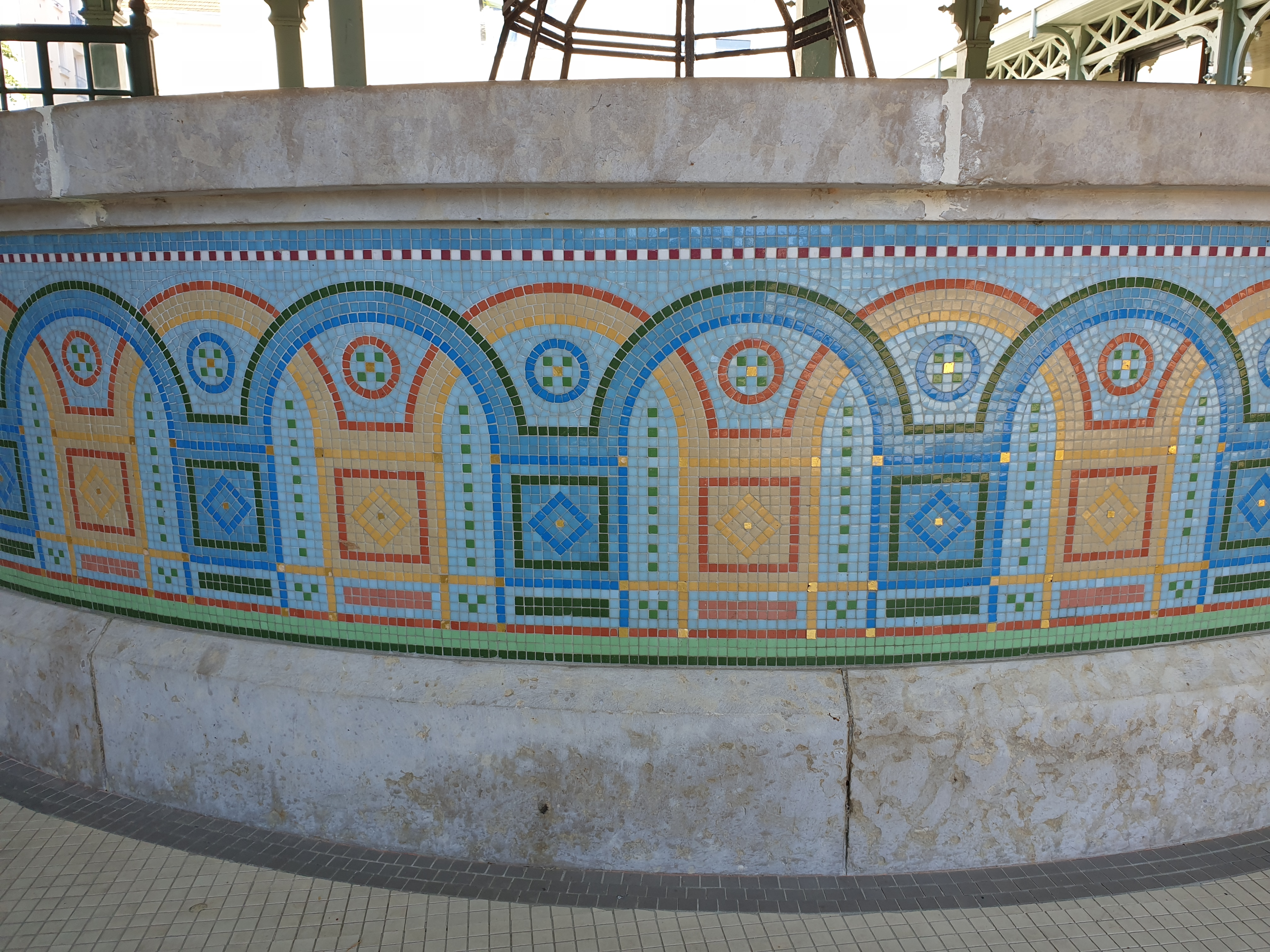
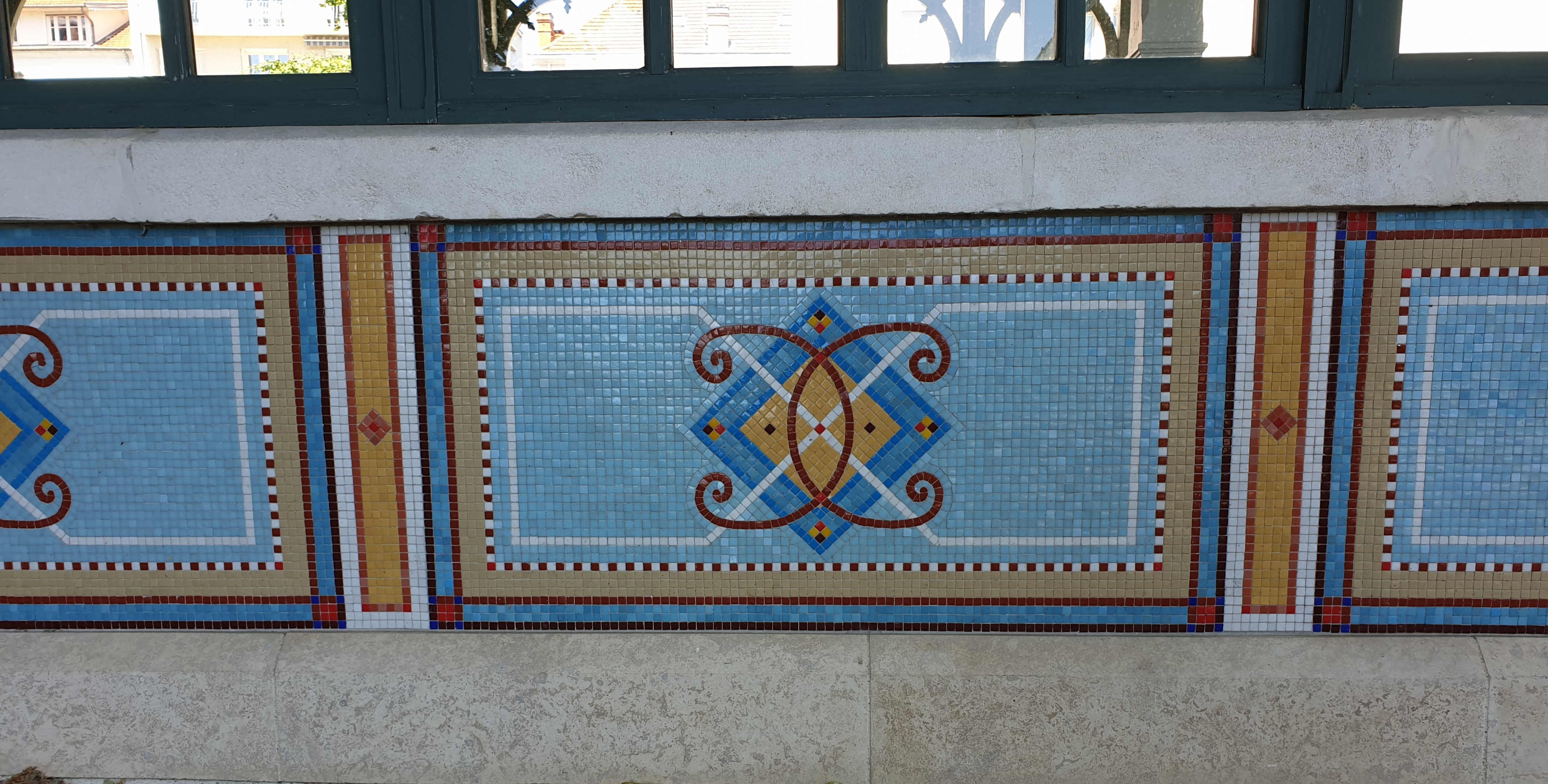